# Lubbon
Lubbon é uma comuna francesa na região administrativa da Nova Aquitânia, no departamento Landes. Estende-se por uma área de 49,5 km². Em 2010 a comuna tinha 96 habitantes (densidade: 1,9 hab./km²).